# Гараньян, Эрвант Георгиевич
Эрвант Георгиевич Гараньян, другой вариант — Ерванд Кеворкович Гаранян (22 марта 1903 — 24 ноября 1995) — участник Великой Отечественной войны, Герой Советского Союза, гвардии старшина.

## Биография
Родился 22 декабря [1903 год]а в селе Багнари Кутаисской губернии Российской империи (ныне - Гагрский район частично признанной Республики Абхазия) в семье крестьянина.
Получив начальное образование, поступает и оканчивает курсы руководящих колхозных кадров, после чего начинает работать заместителем председателя колхоз, а в сентябре 1937 года, благодаря своим управленческим качествам, назначается на должность председателя.
С началом Великой Отечественной войны преисполненный чувством патриотизма в числе тысяч добровольцев в сентябре 1941 года вступает в ряды Красной Армии и уже в марте направляется на фронт. В битвах с немецко-фашистскими захватчиками  продемонстрировал свои лучшие качества, в составе своей дивизии участвовал во множестве битв, проявил себя в боях под Сталинградом, на Курской Дуге, в Германии, но особенно отличился в сентябре 1943 года в боях за Украину.
Во время проведения Чернигово-Припятской операции в боях за Чернигов в сентябре 1943 года командир орудия 215-го гвардейского стрелкового полка (77-я гвардейская стрелковая дивизия, 61-я армия, Центральный фронт (позже 1-й Белорусский)) гвардии старшина, отражая контратаки врага, прямой наводкой уничтожил 3 огневые точки, заставив врага пуститься в бегство. Несколько дней спустя 28 сентября этого же года Гаранян на подручных средствах под огнём в числе первых форсировал Днепр у деревни Галки (Брагинский район Гомельской области), закрепившись на захваченном плацдарме, отбивал все попытки гитлеровцев вернуть утраченные позиции, чем содействовал подразделениям полка в форсировании реки Днепр и расширении плацдарма, которое происходило под его непосредственным прикрытием.
Указом Президиума Верховного Совета СССР «О присвоении звания Героя Советского Союза генералам, офицерскому, сержантскому и рядовому составу Красной Армии» от 15 января 1944 года за «образцовое выполнение боевых заданий командования по форсированию реки Днепр и проявленные при этом мужество и героизм» гвардии старшине Гараньяну Эрванту Георгиевичу присвоено звание Героя Советского Союза с вручением ордена Ленина и медали «Золотая Звезда»(№ 2957).
После окончания войны Гараньян вернулся в родные края, где до 1961 года работал председателем сельского совета, после чего вышел на пенсию и занимался активной общественной деятельностью.
Умер в 1995 году в Адлерском районе города Сочи. Похоронен на кладбище села Черешня Адлерского района города Сочи.

## Награды
- Медаль «Золотая Звезда»;
- орден Ленина;
- орден Красной Звезды (1943);
- орден Отечественной войны I степени;
- медаль «За победу над Германией в Великой Отечественной войне 1941—1945 гг.»;
- медаль «За оборону Кавказа»;
- медаль «За оборону Сталинграда»;
- другие медали.